# روچ‌احمد
روچ‌احمد (به لاتین: Roçəhməd) یک منطقه مسکونی در جمهوری آذربایجان است که در شهرستان بالاکن واقع شده است. روچ‌احمد ۴۲۸ نفر جمعیت دارد.